# Esther Escolar Menéndez
Esther Escolar Menéndez (Lleida, 21 de desembre de 1987) és una gimnasta rítmica catalana que va formar part de la selecció de gimnàstica rítmica d'Espanya en modalitat individual. Va ser campiona d'Espanya infantil (2000) i en 1a categoria (2003). Participà en dos Campionats del Món (2003, 2005) i en un d’Europa (2005). El 2007 participà en la primera Copa Internacional de Catalunya, retirant-se l'any següent a causa d'una lesió de genoll.
El 2012 es va graduar en Magisteri d'Educació Primària per la Universitat Autònoma de Barcelona, especialitzant-se en Educació Física, i el 2014 va fer un màster en Psicopedagogia a la Universitat Internacional de la Rioja. També va practicar gimnàstica estètica de grup al Club Alcón Cusí de Barcelona. En l'actualitat entrena a al Club Gimnàstica Sant Cugat.

## Filmografia

### Pel·lícules
| Pel·lícules | Pel·lícules    | Pel·lícules | Pel·lícules          | Pel·lícules                   |
| Any         | Títol          | Personatge  | Notes                | Director                      |
| ----------- | -------------- | ----------- | -------------------- | ----------------------------- |
| 2012        | Fonti di Dansa | Ballarina   | Muntatge audiovisual | Roger Cassany i Jordi Carreño |

### Programes de televisió
| Programes de televisió | Programes de televisió | Programes de televisió | Programes de televisió                              |
| Any                    | Títol                  | Cadena                 | Notes                                               |
| ---------------------- | ---------------------- | ---------------------- | --------------------------------------------------- |
| 2001                   | Nadal a 3 bandes       | TV3                    | Convidada al costat de Almudena Cid i Núria Velasco |
| 2013                   | Connexió Barcelona     | Betevé                 | Reportatge                                          |
| 2017                   | Ben trobats            | La Xarxa               | Convidada                                           |

### Dansa i teatre
| Obres de teatre | Obres de teatre          | Obres de teatre  | Obres de teatre | Obres de teatre                  |
| Any             | Títol                    | Personatge       | Director        | Lloc                             |
| --------------- | ------------------------ | ---------------- | --------------- | -------------------------------- |
| 2009            | La dansa dels dos pianos | La màgia onírica | Manel Martín    | Auditori Enric Granados i altres |